# Bullet Train Down
Bullet Train Down es una película estadounidense de acción de 2022, dirigida por Brian Nowak, escrita por Alex Heerman, musicalizada por Mikel Shane Prather y PJ Ramirez, en la fotografía estuvo Marcus Friedlander y los protagonistas son Tom Sizemore, Rashod Freelove, Ryan Youngwoong Kim y Carolina Vargas, entre otros. El filme fue producido por The Asylum y Wave of the Wand Productions; se estrenó el 1 de agosto de 2022.

## Sinopsis
Este largometraje trata acerca del viaje inaugural del tren bala más veloz del planeta, el cual lleva una bomba que estallará si baja a menos de 200 mph.